# Anaya (comune)
Anaya è un comune spagnolo di 132 abitanti situato nella comunità autonoma di Castiglia e León.